# 甲賀市立土山小学校
甲賀市立土山小学校（こうかしりつ つちやましょうがっこう）は、滋賀県甲賀市土山町北土山にある市立の小学校。

## 所在地
- 滋賀県甲賀市土山町北土山1462

## 沿革
- 1873年（明治６年）9月1日 - 北土山旧問屋場に成道学校を創立[1]
- 1874年（明治７年） - 文昌学校を合併
- 1884年（明治17年） - 猿屋垣戸に本校を建築し、土山学校と改称
- 1890年（明治23年） - 土山尋常小学校と改称
- 1901年（明治34年） - 現在地に校舎移転
- 1910年（明治43年） - 土山尋常高等小学校と改称
- 1917年（大正6年） - 実業補修学校を併設
- 1929年（昭和4年） - 第三棟・講堂改築
- 1935年（昭和10年） - 大沢分教場を統合し、青年学校を併設
- 1943年（昭和18年） - 土山国民学校と改称
- 1947年（昭和22年） - 学制改革により土山小学校と改称
- 1952年（昭和27年） - 第一棟改築
- 1955年（昭和30年） - 町村合併により土山町立土山小学校と改称
- 1956年（昭和31年） - 第二棟と第一・三棟の一部改築、給食室新設
- 1964年（昭和39年） - 青土分校廃止、本校へ統合
- 1968年（昭和43年） - プール新設
- 1972年（昭和47年） - 体育用具室新設
- 1973年（昭和48年） - 外便所新設
- 1986年（昭和61年） - 旧運動場跡地に鉄筋二階建の校舎改築
- 1987年（昭和62年） - 旧校舎跡地に体育館改築、運動場整備
- 1999年（平成11年） - プール新設
- 2004年（平成16年） - 甲賀市立土山小学校と改称
- 2005年（平成17年） - 来見川整備
- 2014年（平成26年） - 2代目たつみ塔建設
- 2015年（平成27年） - 近隣の鮎河小学校の休校に伴い、区域外通学の形で土山町大河原と土山町鮎河の児童が転学する。
- 2017年（平成29年） - 近隣の山内小学校の閉校に伴い、土山町黒滝、土山町黒川、土山町笹路、土山町山女原、土山町山中、土山町猪鼻が通学区域に加わる。
- 2018年（平成30年） - 鮎河小学校が正式に閉校し、土山町大河原、土山町鮎河が通学区域に加わる。
- 2019年（平成31年） - 駐輪場・体験学習茶園建設

## 校区
この小学校の校区は以下の通り。
土山町南土山、土山町北土山、土山町平子、土山町瀬ノ音、土山町青土、土山町野上野、土山町大澤、土山町黒滝、土山町黒川、土山町笹路、土山町山女原、土山町山中、土山町猪鼻、土山町大河原、土山町鮎河